# T.J. Lowther
T.J. Lowther (Salt Lake City, 17 de mayo de 1986) es un actor estadounidense. Comenzó su carrera como actor infantil, apareciendo en Neon City en 1991 a la edad de cinco años. Es conocido por su papel de Philip "Buzz" Perry en la película de Clint Eastwood Un mundo perfecto de 1993.
Lowther se graduó en la Universidad del Sur de California en 2008.

## Filmografía
| Año  | Título                 | Personaje            | Notas                              |
| ---- | ---------------------- | -------------------- | ---------------------------------- |
| 1991 | Neon City              | Timmy                |                                    |
| 1993 | A Home of Our Own      | Craig Lacey          |                                    |
| 1993 | Un mundo perfecto      | Phillip "Buzz" Perry |                                    |
| 1994 | Touched by an Angel    | David Morrow         | Un episodio ("The Southbound Bus") |
| 1994 | One Christmas          | Buddy                | Telefilme                          |
| 1995 | The Avenging Angel     | Miles (aged 10)      | Telefilme                          |
| 1995 | Mad Love               | Adam Leland          |                                    |
| 1995 | Nothing Lasts Forever  | Lomax                | Telefilme                          |
| 1996 | In the Blink of an Eye |                      | Telefilme                          |
| 1997 | Mr Atlas               | Danny Nielsen        |                                    |
| 1999 | The Long Road Home     | Seth George          |                                    |
| 2004 | Going to the Mat       | Luke                 |                                    |
| 2009 | Grey's Anatomy         | Dr. Hank McKee       | Un episodio ("Goodbye")            |